# Renault Type BF
Der Renault Type BF war ein frühes Personenkraftwagenmodell von Renault. Er wurde auch 18 CV genannt.

## Beschreibung
Die nationale Zulassungsbehörde erteilte am 4. Dezember 1909 seine Zulassung. Charles Faroux hatte bereits am 27. November 1909 in La Vie Automobile über das Modell berichtet. Es war der Beginn einer Reihe von Renault-Modellen mit einem etwas kleineren Sechszylindermotor als im Topmodell Renault Type AR. Der Renault Type CD löste das Modell 1910 ab.
Ein wassergekühlter Sechszylindermotor mit 80 mm Bohrung und 120 mm Hub leistete aus 3619 cm³ Hubraum 14 bis 18 PS. Die Motorleistung wurde über eine Kardanwelle an die Hinterachse geleitet. Die Höchstgeschwindigkeit war je nach Übersetzung mit 46 km/h bis 71 km/h angegeben.
Bei einem Radstand von 308 cm und einer Spurweite von 140 cm war das Fahrzeug 430 cm bzw. 435 cm lang und 168 cm bzw. 170 cm breit. Der Wendekreis war mit 14 Metern angegeben. Das Fahrgestell wog 1000 kg, das Komplettfahrzeug 1750 kg. Zur Wahl standen Doppelphaeton, Limousine und Roadster. Das Fahrgestell kostete 14.500 Franc im Jahre 1910.